# Електрична индукция
Електричната индукция е векторно поле, чиято величина е свързана с интензитета на електричното поле по формулата:
{\displaystyle \mathbf {D} =\varepsilon _{r}\varepsilon _{0}\mathbf {E} },
където εr е относителната диелектрична проницаемост на средата, ε0 е абсолютната диелектрична проницаемост на вакуума, а E е интензитета на електричното поле. D и E са векторни величини в горната формула.
{\displaystyle \mathbf {D} =\varepsilon _{0}\mathbf {E} +\mathbf {P} }
е друга по-пълна формула за електричния интензитет, където P е векторна величина и характеризира поляризацията на средата.
Електричната индукция в съответствие с приетите единици в SI се измерва с електричните заряди в кулони на квадратен метър (C/m²)
Електричната индукция е аналогична на магнитната индукция. Тя представлява обмен на енергия чрез електричното поле между тела с различни заряди или с неутрално тяло.
На принципа на електрична индукция работят почти всички фрикционни генератори на статично електричество.